# Saint-Antoine-Cumond
Saint-Antoine-Cumond (en occitano Sent Antòni e Cucmont) era una comuna francesa situada en el departamento de Dordoña, de la región de Nueva Aquitania, que el 1 de enero de 2017 pasó a ser una comuna delegada de la comuna nueva de Saint-Privat-en-Périgord al fusionarse con las comunas de Festalemps y Saint-Privat-des-Prés.

## Demografía
| Gráfica de evolución demográfica de Saint-Antoine-Cumond entre 1800 y 2014 |
|                                                                            |

Los datos demográficos contemplados en este gráfico de la comuna de Saint-Antonie-Cumond se han cogido de 1800 a 1999 de la página francesa EHESS/Cassini, y los demás datos de la página del INSEE.